# Сан Андреас (филм)
„Сан Андреас“ (на английски: San Andreas) е американски филм от 2015 година, екшън на режисьора Брад Пейтън по сценарий на Карлтън Кюз.
В центъра на сюжета е пилот от пожарната и отношенията му с неговото семейство по време на катастрофално земетресение по разлома Сан Андреас в Калифорния. Главните роли се изпълняват от Дуейн Джонсън, Карла Гуджино, Александра Дадарио, Хюго Джонстън-Бърт.